# Großrückerswalde
Großrückerswalde è un comune di 3.805 abitanti della Sassonia, in Germania.
Appartiene al circondario dei Monti Metalliferi (targa ERZ).

## Storia
Il 1º gennaio 1999 al comune di Großrückerswalde venne aggregato il comune di Streckewalde.